# Calycolpus
Calycolpus (Berg) é um género botânico pertencente à família Myrtaceae, nativas da América do Sul (sete espécies na Amazónia). Apresenta inflorescências em dicásios, com pedúnculos longos que chegam a atingir 5 cm de comprimento. As flores apresentam cinco pétalas, igual número de pétalas. O ovário apresenta dois a cinco cavidades, e com o hipanto não prolongado acima do ápice do ovário.

## Espécies
- Calycolpus alternifolius, (Gleason) L.R.Landrum
- Calycolpus angustifolius, L.Riley
- Calycolpus australis, L.R.Landrum
- Calycolpus bolivarensis, L.R.Landrum
- Calycolpus calophyllus, Berg
- Calycolpus campomanesioides, (Berg) Mattos
- Calycolpus chnoiophyllus, L.Riley
- Calycolpus cochleatus, McVaugh
- Calycolpus cordatus, L.Riley
- Calycolpus cristalense, (Urb.) J.Bisse
- Calycolpus excisus, (Urb.) J.Bisse
- Calycolpus glaber, Berg
- Calycolpus goetheanus, Berg
- Calycolpus gracilis, (O.Berg) L.Riley
- Calycolpus kegelianus, Berg
- Calycolpus legrandii, Mattos
- Calycolpus lucens, (Alain) J.Bisse
- Calycolpus megalodon, L.Riley
- Calycolpus moritzianus, (O.Berg) Burret
- Calycolpus nipense, (Urb.) J.Bisse
- Calycolpus nipensis, (Urb.) Bisse
- Calycolpus ovalifolius, Berg
- Calycolpus parviflorus, Sagot
- Calycolpus pyrifer, L.Riley
- Calycolpus reversus, (Urb.) J.Bisse
- Calycolpus revolutus, Berg
- Calycolpus roraimense,  Kausel
- Calycolpus roraimensis, Steyerm.
- Calycolpus schomburgkianus, Berg
- Calycolpus surinamensis, McVaugh
- Calycolpus warscewiczianus, Berg